# Pelješki Kanal
Pelješki Kanal är ett sund i Kroatien. Det ligger i den sydöstra delen av landet, 300 km söder om huvudstaden Zagreb.